# Đinh Trình Hâm
Đinh Trình Hâm (Giản thể: 丁程鑫, Bính âm: Dīngchéngxīn, sinh ngày 24 tháng 2 năm 2002) là nam ca sĩ, diễn viên người Trung Quốc,thành viên của nhóm nhạc Thời Đại Thiếu Niên Đoàn (Teens in Times - TNT) do TF Entertainment quản lý.

## Tiểu sử
Đinh Trình Hâm sinh ra tại Tứ Xuyên, Trung Quốc, trong một gia đình làm nông và có một người chị gái làm việc tại Trùng Khánh, Trung Quốc. Bởi vì bố mẹ đều làm việc ở thành phố khác, Đinh Trình Hâm từ khi còn nhỏ đã phải sống nhờ ở nhà giáo viên, chỉ kì nghỉ hằng năm anh mới có cơ hội về nhà thăm bố mẹ.
Sau khi học xong tiểu học (tại Vân Dương), Đinh Trình Hâm đến sống với chị gái ở Trùng Khánh, người đã có công việc ổn định.
Đến năm 11 tuổi, anh được phát hiện và tuyển chọn bởi TF Entertainment trên đường phố Trùng Khánh. Từ đó chính thức trở thành thực tập sinh của Thời Đại Phong Tuấn.
Năm 2021, Đinh Trình Hâm tốt nghiệp trường trung học Dục Tài, Trùng Khánh.
Ngày 17 tháng 4 năm 2021, Học viện Điện ảnh Bắc Kinh công bố thành tích nghệ khảo, Đinh Trình Hâm xếp hạng 52 toàn quốc chuyên ngành biểu diễn.
Tháng 7 năm 2021, Đinh Trình Hâm thành công vượt qua kì thi cao khảo, chính thức ghi danh vào Học viện Điện ảnh Bắc Kinh, Trung Quốc.

## Sự nghiệp

### 2013 - 2018: Gia nhập TF Entertainment và trở thành thực tập sinh
Năm 2013, gia nhập TF gia tộc và trở thành thực tập sinh của Thời đại Phong Tuấn.
Ngày 4 tháng 4 năm 2014, tham gia mùa đầu tiên của "TF TEENS GO" tập 14 (show tự tạo của TF Entertainment). Đây cũng là lần đầu tiên Đinh Trình Hâm chính thức xuất hiện trước công chúng với danh nghĩa thực tập sinh của TF gia tộc.. Ngày 23 tháng 8 năm 2014, tham gia cuộc thi TOPKING DANCE tại Trùng Khánh.
Đinh Trình Hâm tham gia mùa 2 và mùa 3 chương trình "TF TEENS GO" của TF Entertainment. Tháng 5 năm 2015, Trình Hâm cùng với các thực tập sinh TF Gia Tộc tham gia Liên hoan âm nhạc trẻ em Trùng Khánh. Ngày 14 tháng 11 năm 2015, anh tham gia ghi hình cho chương trình tạp kỹ "Crazy Magic" cùng đàn anh TFBoys. Ngày 18 tháng 12 năm 2015, tham gia chương trình "Thứ 6 thực tập sinh", một chương trình tạp kỹ do TF gia tộc sản xuất.
Ngày 11 tháng 7 năm 2016, bộ phim truyền hình trực tuyến "Mật mã siêu thiếu niên" được phát hành, Đinh Trình Hâm đóng vai robot AI249. Ngày 20 tháng 7 năm 2016, bộ phim "Thiếu nữ toàn phong 2" phát sóng trên Đài truyền hình vệ tinh Hồ Nam, Đinh Trình Hâm đóng vai Trường An lúc nhỏ. Tháng 10 năm 2016, đóng vai Đinh Diệu Diệu trong bộ phim truyền hình tự chế của TF Gia tộc "21 ngày với miêu tình nhân". Ngày 6 tháng 11 năm 2016, tham gia Lễ hội người hâm mộ thường niên lần thứ nhất cùng các thực tập sinh của TF Gia tộc. Ngày 24 tháng 12 năm 2016, tham gia "Đêm giáng sinh mộng ảo" cùng các thực tập sinh của TF Gia tộc.
Ngày 14 tháng 4 năm 2017, chương trình "Thiên thiên hướng thượng" lên sóng Đài truyền hình vệ tinh Hồ Nam, Đinh Trình Hâm tham gia cùng các thực tập sinh của TF Gia tộc. Ngày 19 tháng 4 năm 2017, chương trình văn hóa của Đài truyền hình vệ tinh Hồ Nam "Vẻ đẹp của nền văn minh Trung Hoa" lên sóng. Ngày 15 tháng 5 năm 2017, tham gia biểu diễn tại Lễ bế mạc Liên hoan Văn hóa và Nghệ thuật của trường Trung học Dục Tài Trùng Khánh. Ngày 9 tháng 7 năm 2017, đóng trong bộ phim thần tượng học đường "Thời đại niên thiếu của chúng ta" với vai Phùng Trình Trình. Ngày 12 tháng 8 năm 2017, tham gia đại hội mùa hè của TF gia tộc. Ngày 26 tháng 8 năm 2017, cùng TF Gia tộc tham gia Lễ hội người hâm mộ thường niên lần thứ hai. Tháng 9 năm 2017, xuất hiện trong bộ phim do Thời đại Phong Tuấn TF gia tộc sản xuất "Cuộc sống thứ hai" vai song sinh Trình Dĩ Hâm và Trình Dĩ Thanh. Ngày 16 tháng 10 năm 2017, TF gia tộc phát hành single "Nhật kí siêu nhân ra đời". Ngày 11 tháng 11 năm 2017, tham gia Happy Camp cùng các thực tập sinh của TF Gia tộc, biểu diễn "Nhật kí siêu nhân ra đời". Ngày 29 tháng 12 năm 2017, tham gia Lễ hội mùa đông của TF gia tộc. Ngày 31 tháng 12 năm 2017, cùng TF gia tộc biểu diễn concert năm mới của Đài truyền hình vệ tinh Hồ Nam.
Ngày 20 tháng 1 năm 2018, tham gia chương trình "Tôi sẽ đến Gala lễ hội mùa xuân" của CCTV. Ngày 11 tháng 5 năm 2018, đóng vai Lâm Thuyết trong "Niệm niệm" của TF gia tộc Thời đại Phong Tuấn chiếu trên Tencent Video. Ngày 23 tháng 7 năm 2018, anh tham gia bộ phim "Điềm Mật Bạo Kích" với vai Phương Trụ, em trai của nữ hoàng quyền anh Phương Vũ.

### 2018 - 2019: TYT Đài Phong Thiếu Niên Đoàn
Ngày 16 tháng 8 năm 2018, phát hành single "Wake up" cùng nhóm. Ngày 18 tháng 8 năm 2018, cùng nhóm tham gia Lễ hội người hâm mộ thường niên lần thứ 3, nhận được giải thưởng Hội viên danh dự suốt đời của hiệp hội Giả Nãi. Ngày 30 tháng 9 năm 2018, cùng nhóm phát hành single "Thiếu niên lang". Ngày 07 tháng 10 năm 2018, Đinh Trình Hâm cùng Diêu Cảnh Nguyên, Mã Gia Kỳ, Tống Á Hiên và Lưu Diệu Văn thành lập Đài Phong Thiếu Niên Đoàn (TYT) ra mắt chính thức. Đinh Trình Hâm là đội trưởng và là vị trí center. Trong buổi ra mắt chính thức phát hành hai single "Thiếu niên sói" và "Giống như tôi". Ngày 1 tháng 12 năm 2018, cùng Đài Phong Thiếu Niên Đoàn tham dự Đêm hội gào thét IQIYI 2019. Ngày 24 tháng 12 năm 2018 và ngày 30 tháng 12 năm 2018 cùng nhóm lần lượt phát hành hai single "Mộng tương gia" và "Gửi thanh xuân". Ngày 31 tháng 12 năm 2018, Đài Phong Thiếu Niên Đoàn biểu diễn tại Lễ hội mừng năm mới của Đài truyền hình vệ tinh Hồ Nam.
Ngày 1 tháng 1 năm 2019, Đài Phong Thiếu Niên Đoàn cùng một vài nghệ sĩ kết hợp biểu diễn tiết mục "Tương thân tương ái" trong Chương trình mừng năm mới của Đài trung ương CCTV. Ngày 14 tháng 1 năm 2019, Đài Phong Thiếu Niên Đoàn phát hành single "Tuyên ngôn kỵ sĩ". Ngày 28 tháng 1 năm 2019, Đài Phong Thiếu Niên Đoàn phát hành album "Khách thanh xuân" và single "Mười điều mẹ thường hay nói". Ngày 3 tháng 2 năm 2019, chương trình thực tế đầu tiên "Đài Phong Thiếu Niên Go" của Đài Phong Thiếu Niên Đoàn đã được ra mắt trên Mango TV, với tổng cộng 12 số. Ngày 4 tháng 2 năm 2019, Đài Phong Thiếu Niên Đoàn tham dự Gala xuân của Đài phát thanh và truyền hình trung ương CCTV, biểu diễn tiết mục "Thanh xuân tưởng tượng" cùng các tiền bối Hàn Tuyết, Quan Hiểu Đồng, Vương Gia, Ngụy Đại Huân. Ngày 14 tháng 2 năm 2019, cùng nhóm phát hành album "V5" và single "Tỷ tỷ hãy yêu đương". Ngày 16 tháng 2 năm 2019, Đài Phong Thiếu Niên Đoàn tổ chức concert "TYT.V5.con" tại Bắc Kinh. Ngày 19 tháng 2 năm 2019, cùng nhóm tham gia Lễ hội Nguyên tiêu của Đài truyền hình vệ tinh Hồ Nam, biểu diễn "Thanh xuân tỏa sáng nhất". Ngày 30 tháng 3 năm 2019, mùa thứ hai của chương trình "Classic Chant Chuan" của CCTV đã được phát sóng, hợp xướng "Kinh Tam Tự" với một cụ ông 117 tuổi trong chương trình. Ngày 12 tháng 4 năm 2019, Đài Phong Thiếu Niên Đoàn đã hát bài hát chủ đề "Nguyện vọng nhiệt huyết" cho bộ phim truyền hình đại lục "Xin chào, người bạn phản biện". Ngày 24 tháng 4 năm 2019, cùng nhóm tham dự "Giấc mơ hàng không - 2019" Ngày hội Hàng không Trung Quốc của Đài truyền hình vệ tinh Hồ Nam. Ngày 25 tháng 4 năm 2019, Đinh Trình Hâm lọt top 33 trong số 100 gương mặt mới xinh đẹp nhất của LikeTCCAsia Trung Quốc. Ngày 1 tháng 5 năm 2019, Đài Phong Thiếu Niên Đoàn biểu diễn bài hát "Thanh xuân nhảy lên nào" trong chương trình đặc biệt "Heart to Heart" Giấc mơ Trung Hoa - Nét đẹp lao động. Ngày 19 tháng 7 năm 2019, Typhoon Project - Đài Phong Lột Xác Chiến được công chiếu và chính thức thông báo rằng Đài Phong Thiếu Niên Đoàn sẽ được giải thể và tổ chức lại.

### 2019 - nay: TNT Thời Đại Thiếu Niên Đoàn
Ngày 25 tháng 8 năm 2019, đêm chung kết đã công bố thứ hạng các thí sinh và nhóm mới thành lập với đội hình bảy người, Đinh Trình Hâm xếp thứ hai trong đội và không tiếp tục làm đội trưởng và vị trí center. Ngày 22 tháng 11 năm 2019, nhóm phát hành single "Thông báo toàn trường". Ngày 23 tháng 11 năm 2019, Đinh Trình Hâm chính thức tái xuất đạo cùng Mã Gia Kỳ, Tống Á Hiên, Lưu Diệu Văn, Trương Chân Nguyên, Nghiêm Hạo Tường và Hạ Tuấn Lâm thành lập một nhóm gồm bảy thành viên là Thời Đại Thiếu Niên Đoàn (Teens In Times) và đồng thời phát hành single "Cuộc phiêu lưu bất tận". Ngày 6 tháng 12 năm 2019, cùng nhóm tham gia Đêm hội gào thét IQIYI 2020 và nhận giải Nhóm nhạc tiềm năng của năm. Ngày 8 tháng 12 năm 2019, cùng với nhóm nhận giải Nhóm nhạc thế hệ mới của năm khi tham dự TMEA Lễ hội âm nhạc và giải trí Tencent. Ngày 31 tháng 12 năm 2019, cùng nhóm tham dự Đêm hội mừng năm mới của Đài Truyền hình vệ tinh Hồ Nam.
Ngày 9 tháng 1 năm 2020, chương trình "Thiếu niên mộng du ký" của Thời Đại Thiếu Niên Đoàn được phát sóng. Ngày 10 tháng 3 năm 2020, cùng nhóm biểu diễn tại "Top thời khắc vinh quang". Vào tháng 7, kết hợp với YY Livestream thực hiện chương trình phát sóng trực tiếp. Ngày 19 tháng 7 năm 2020, tham dự Đông Phương Phong Vân Bảng lần thứ 27 và đoạt giải Nhóm nhạc mới xuất sắc nhất. Tháng 9 năm 2020, Đinh Trình Hâm tham gia chương trình "Diễn viên mời vào chỗ (mùa 2)" và đêm chung kết lấy về hai giải thưởng "Diễn viên được khán giả yêu thích nhất" và "Diễn viên được quan tâm nhất trên Weibo". Ngày 21 tháng 11 năm 2020, Thời Đại Thiếu Niên Đoàn tham gia hỗ trợ trong chương trình Khóa Thứ Nguyên Tân Tinh. Ngày 28 tháng 11 năm 2020, diễn ra concert online kỉ niệm một năm thành lập nhóm "Trưởng thành đúng hạn". Ngày 6 tháng 12 năm 2020, nhóm tham gia QQ Music Boom Boom Award 2020 và đoạt giải Nhóm nhạc thần tượng nhân khí của năm. Ngày 10 tháng 12 năm 2020, nhóm phát hành ost "Tình Nhã Tập" cho bộ phim cùng tên. Ngày 20 tháng 12 năm 2020, tham dự lễ trao giải Tinh Quang Đại Thưởng cùng với Thời Đại Thiếu Niên Đoàn và giành giải cá nhân "Doki Thực lực mới của năm". Ngày 28 tháng 12 năm2020, single "2035 chính là tuổi trẻ" phát hành. Ngày 31 tháng 12 năm 2020, tham gia Đêm hội mừng năm mới của Đài truyền hình Đông Phương 2021 với Thời Đại Thiếu Niên Đoàn.
Ngày 2 tháng 1 năm 2021, Happy Camp tập Đinh Trình Hâm tham gia lên sóng. Ngày 22 tháng 1 năm 2021, tham gia chương trình "Thẳng tiến xuân vãn" của CCTV cùng nhóm. Ngày 29 tháng 1 năm 2021, tiếp quản show "Tiếp chiêu đi! Tiền bối" cùng Thời Đại Thiếu Niên Đoàn. Ngày 4 tháng 2 năm 2021, cả nhóm biểu diễn tại chương trình Xuân Vãn của Đài truyền hình Hồ Nam. Ngày 10 tháng 2 năm 2021, cả nhóm tham dự Đêm hội mừng xuân Tân Sửu của Đài truyền hình Đông Phương. Ngày 11 tháng 2 năm 2021, cùng nhóm tham gia Đêm hội mừng xuân của CCTV, biểu diễn "Thanh xuân chạy băng băng" cùng Địch Lệ Nhiệt Ba và những người khác. Ngày 19 tháng 2 năm 2021, lên sóng "Vương bài đối Vương bài". Ngày 28 tháng 2 năm 2021, nhận giải "Nhóm nhạc phổ biến của năm trên Weibo" tại Đêm hội Weibo 2020 cùng Thời Đại Thiếu Niên Đoàn. Ngày 5 tháng 3 năm 2021, cùng các thành viên trong nhóm tham gia Đêm chung kết "Tôi là diễn viên (mùa 3)" cổ vũ cho đội trưởng Mã Gia Kỳ. Ngày 8 tháng 3 năm 2021, bài hát chủ đề show "Tiến lên nào! Thiếu niên" do Thời Đại Thiếu Niên Đoàn hát chính thức phát hành. Ngày 10 tháng 3 năm 2021, ghi hình CCTV《Đêm hội âm nhạc series bài hát "Giấc Mộng Trung Quốc" - Kim Tú Tiểu Khang》. Ngày 20 tháng 4 năm 2021, chương trình giải trí Happy Camp thông báo chính thức Đinh Trình Hâm sẽ gia nhập vào Gia tộc vui vẻ và trở thành Khách mời giới hạn theo mùa trong vòng 3 tháng.

### Hoạt động xã hội
Ngày 16/12/2020, cùng Thời Đại Thiếu Niên Đoàn tham dự buổi lễ ra mắt bộ phim "Âm dương sư: Tình nhã tập" tại Bắc Kinh.
Tháng 5/2021, tham dự Lễ bế mạc Liên hoan Nghệ thuật và Lễ Trưởng thành của Trường Trung học Dục Tài - Trùng Khánh.

## Âm nhạc

### Tác phẩm âm nhạc
| Năm  | Tên bài                   | Tên Trung         | Thời gian | Album                                                         | Trình bày                 | Ghi chú                                   |
| ---- | ------------------------- | ----------------- | --------- | ------------------------------------------------------------- | ------------------------- | ----------------------------------------- |
| 2017 | Nhật ký siêu nhân ra đời  | 超人诞生日记      | 16/10     |                                                               | TF Gia Tộc                |                                           |
| 2018 | Wake Up                   | 歌词              | 16/08     |                                                               | Đài Phong Thiếu Niên Đoàn |                                           |
| 2018 | Thiếu Niên Lang           | 少年郎            | 30/09     |                                                               | Đài Phong Thiếu Niên Đoàn |                                           |
| 2018 | Thiếu Niên Sói            | 狼少年            | 07/10     |                                                               | Đài Phong Thiếu Niên Đoàn |                                           |
| 2018 | Giống Như Tôi             | 像我一样          | 07/10     |                                                               | Đài Phong Thiếu Niên Đoàn |                                           |
| 2018 | Mộng Tương Gia            | 梦相加            | 24/12     |                                                               | Đài Phong Thiếu Niên Đoàn | Bài hát chủ đề "Đài Phong thiếu niên Go"  |
| 2018 | Gửi Thanh Xuân            | 致青春            | 30/12     |                                                               | Đài Phong Thiếu Niên Đoàn |                                           |
| 2019 | Tuyên Ngôn Kỵ Sĩ          | 骑士宣言          | 14/01     |                                                               | Đài Phong Thiếu Niên Đoàn |                                           |
| 2019 | Tỷ Tỷ Yêu Đương Đi        | 姐姐恋爱吧        | 14/02     |                                                               | Đài Phong Thiếu Niên Đoàn |                                           |
| 2019 | Nguyện Vọng Nhiệt Huyết   | 热血的愿望        | 12/04     |                                                               | Đài Phong Thiếu Niên Đoàn | OST "Xin chào, Người bạn phản biện"       |
| 2019 | Thông Báo Toàn Trường     | 全校通报          | 22/11     | 【Vũ·Tượng·Chi·Niên】 Chương đầu tiên 《Vũ》                  | Thời Đại Thiếu Niên Đoàn  | Ca khúc debut                             |
| 2019 | Cuộc Phiêu Lưu Bất Tận    | 无尽的冒险        | 23/11     | 【Vũ·Tượng·Chi·Niên】 Chương đầu tiên 《Vũ》                  | Thời Đại Thiếu Niên Đoàn  |                                           |
| 2020 | Mộng Du Ký                | 梦游记            | 07/01     |                                                               | Thời Đại Thiếu Niên Đoàn  | Bài hát chủ đề "Thiếu niên mộng du ký"    |
| 2020 | Tiến Lên Nào Thiếu Niên   | 向上吧少年        | 08/03     |                                                               | Thời Đại Thiếu Niên Đoàn  | Bài hát chủ đề "Tiến lên nào! Thiếu niên" |
| 2020 | Bạo Mễ Hoa                | 爆米花            | 03/04     |                                                               | Thời Đại Thiếu Niên Đoàn  |                                           |
| 2020 | Tỷ Tỷ Thật Xinh Đẹp       | 姐姐真漂亮        | 14/08     | 【Vũ·Tượng·Chi·Niên】 Chương thứ hai 《Tượng》                | Thời Đại Thiếu Niên Đoàn  |                                           |
| 2020 | Gặp Gỡ                    | 相遇              | 31/08     | 【Vũ·Tượng·Chi·Niên】 Chương thứ hai 《Tượng》                | Thời Đại Thiếu Niên Đoàn  |                                           |
| 2020 | Vẻ Đẹp Thiếu Niên         | 少年美            | 7/11      |                                                               | Thời Đại Thiếu Niên Đoàn  | EP "Thiếu niên giang hồ"                  |
| 2020 | Kiếm Vũ Giang Hồ          | 剑雨江湖          | 7/11      |                                                               | Thời Đại Thiếu Niên Đoàn  | EP "Thiếu niên giang hồ"                  |
| 2020 | Cần Cậu Quản              | 要你管            | 01/12     | 【Vũ·Tượng·Chi·Niên】 Chương thứ ba 《Chi》                   | Thời Đại Thiếu Niên Đoàn  |                                           |
| 2020 | Chỉ Mình Tớ Cảm Thấy Sao? | 只有我一个人觉得? | 01/12     | 【Vũ·Tượng·Chi·Niên】 Chương thứ ba 《Chi》                   | Thời Đại Thiếu Niên Đoàn  |                                           |
| 2020 | Tình Nhã Tập              | 晴雅集            | 10/12     |                                                               | Thời Đại Thiếu Niên Đoàn  | Ost "Âm dương sư: Tình nhã tập"           |
| 2020 | 2035 Là Tuổi Trẻ          | 2035是这young     | 28/12     |                                                               | Thời Đại Thiếu Niên Đoàn  |                                           |
| 2021 | Thiếu Niên Thời Đại       | 少年时代          | 21/04     | 【Vũ·Tượng·Chi·Niên】 Chương thứ tư 《Niên》                  | Thời Đại Thiếu Niên Đoàn  |                                           |
| 2021 | Đứa Trẻ Nhỏ               | 小小孩            | 22/06     | 【Vũ·Tượng·Chi·Niên】 Chương thứ tư 《Niên》                  | Thời Đại Thiếu Niên Đoàn  |                                           |
| 2021 | Cảm Giác Vui Vẻ           | 快乐感            | 11/07     |                                                               | Thời Đại Thiếu Niên Đoàn  | Bài hát chủ đề "Happy Camp 2021"          |
| 2021 | Tớ Thích Cậu              | 我喜欢你          | 26/07     | 【Thiếu•Niên•Utopia】 Chương đầu tiên 《Utopia\| • Chu Tước》 | Thời Đại Thiếu Niên Đoàn  |                                           |
| 2021 | Chu Tước                  | 朱雀              | 02/08     | 【Thiếu•Niên•Utopia】 Chương đầu tiên 《Utopia\| • Chu Tước》 | Thời Đại Thiếu Niên Đoàn  |                                           |
| 2021 | Đồ Ngốc                   | 傻瓜              | 09/08     | 【Thiếu•Niên•Utopia】 Chương đầu tiên 《Utopia\| • Chu Tước》 | Thời Đại Thiếu Niên Đoàn  |                                           |
| 2021 | Na Tra                    | 哪吒              | 11/11     | 【Thiếu•Niên•Utopia】 Chương thứ hai 《Utopia II\| • Na Tra》 | Thời Đại Thiếu Niên Đoàn  |                                           |
| 2021 | Say                       | 醉                | 21/11     | 【Thiếu•Niên•Utopia】 Chương thứ hai 《Utopia II\| • Na Tra》 | Thời Đại Thiếu Niên Đoàn  |                                           |
| 2021 | Nam Nhi Ca                | 男兒歌            | 10/12     | 【Thiếu•Niên•Utopia】 Chương thứ hai 《Utopia II\| • Na Tra》 | Thời Đại Thiếu Niên Đoàn  |                                           |
| 2021 | Có cậu                    | 有你              | 25/12     |                                                               | Thời Đại Thiếu Niên Đoàn  |                                           |

### Cover
| Năm  | Bài hát                                                | Tên gốc                             | Thể loại           | Thời gian | Chương trình                                                       | Hợp tác | Ghi chú                  |
| ---- | ------------------------------------------------------ | ----------------------------------- | ------------------ | --------- | ------------------------------------------------------------------ | --- | ------------------------ |
| 2016 | Single ladies                                          |                                     | Hát + Nhảy         | 17/06     | Khảo hạch tháng 5 của TF Gia tộc                                   | Trương Chân Nguyên, Nghiêm Hạo Tường |                          |
| 2016 | No filter + Suffer                                     |                                     | Nhảy               | 24/09     | Phúc lợi 50 vạn fan                                                | Solo | Tự biên đạo              |
| 2017 | Rising sun                                             |                                     | Hát + Nhảy         | 17/02     | TF Gia tộc Live stage                                              | Ngao Tử Dật, Trương Chân Nguyên, Tống Á Hiên, Hạ Tuấn Lâm                                                                                 |                          |
| 2017 | Một mình lưu lạc                                       | 一個人流浪                          | Hát                | 17/02     | TF Gia tộc Live stage                                              | Ngao Tử Dật, Trương Chân Nguyên, Tống Á Hiên, Hạ Tuấn Lâm                                                                                 |                          |
| 2017 | Just right                                             | 딱 좋아                             | Hát + Nhảy         | 17/02     | TF Gia tộc Live stage                                              | Ngao Tử Dật, Hạ Tuấn Lâm |                          |
| 2017 | Growl ̣(Chinese ver)                                    | 으르렁                              | Hát + Nhảy         | 17/02     | TF Gia tộc Live stage                                              | Ngao Tử Dật, Trương Chân Nguyên, Tống Á Hiên, Hạ Tuấn Lâm                                                                                 |                          |
| 2017 | Sứ thanh hoa                                           | 青花瓷                              | Hát                | 10/04     | Ghi chép huấn luyện #1                                             | Solo |                          |
| 2017 | Tình yêu giản đơn                                      | 简单爱                              | Hát                | 21/04     | Ghi chép huấn luyện #2                                             | Solo |                          |
| 2017 | Good time                                              |                                     | Nhảy               | 06/05     | Ghi chép huấn luyện #3                                             | Solo | Tự biên đạo              |
| 2017 | The next episode + Good time                           |                                     | Nhảy               | 15/05     | Lễ bế mạc Liên hoan Văn hóa và Nghệ thuật trường Trung học Dục Tài | Ngao Tử Dật |                          |
| 2017 | Ngọt ngào                                              | 甜甜的                              | Hát                | 19/05     | Ghi chép huấn luyện #4                                             | Solo |                          |
| 2017 | Đồng thoại                                             | 童话                                | Hát                | 20/05     | Phúc lợi 60 vạn fan                                                | Solo |                          |
| 2017 | Người mẫu                                              | 模特                                | Hát                | 10/06     | Ghi chép huấn luyện #5                                             | Solo |                          |
| 2017 | All the way up                                         |                                     | Nhảy               | 04/07     | Ghi chép huấn luyện #6                                             | Solo | Tự biên đạo              |
| 2017 | Số hiệu 89757                                          | 编号89757                           | Hát + Nhảy         | 12/08     | Lễ hội mùa hè của TF gia tộc                                       | Mã Gia Kỳ |                          |
| 2017 | An tĩnh                                                | 安静                                | Hát                | 26/09     | Ghi chép huấn luyện #7                                             | Solo |                          |
| 2017 | Mãn nguyện                                             | 知足                                | Hát                | 15/10     | Ghi chép huấn luyện #8                                             | Solo |                          |
| 2017 | Really really (JPN ver)                                |                                     | Nhảy               | 25/10     | Ghi chép huấn luyện #9                                             | Solo |                          |
| 2017 | I have a girlfriend                                    |                                     | Nhảy               | 21/11     | Phúc lợi 80 vạn fan                                                | Solo |                          |
| 2017 | Hôm nay em phải gả cho anh                             | 今天你要嫁给我                      | Hát + Nhảy         | 29/12     | Lễ hội mùa đông của TF Gia tộc                                     | TF Gia tộc |                          |
| 2017 | Tình yêu xuất phát                                     | 爱出发                              | Hát + Nhảy         | 29/12     | Lễ hội mùa đông của TF Gia tộc                                     | Trần Tỉ Đạt, Tống Á Hiên, Lý Thiên Trạch, Lưu Diệu Văn                                                                                    |                          |
| 2017 | Cao thủ tình trường                                    | 恋爱达人                            | Hát + Nhảy         | 29/12     | Lễ hội mùa đông của TF Gia tộc                                     | Trần Tỉ Đạt, Tống Á Hiên, Lưu Diệu Văn |                          |
| 2017 | Send it + Best song ever                               |                                     | Nhảy               | 29/12     | Lễ hội mùa đông của TF Gia tộc                                     | Mã Gia Kỳ, Trương Chân Nguyên, Trần Tỉ Đạt, Tống Á Hiên, Hạ Tuấn Lâm, Lưu Diệu Văn                                                        |                          |
| 2017 | Single ladies                                          |                                     | Hát + Nhảy         | 29/12     | Lễ hội mùa đông của TF Gia tộc                                     | Mã Gia Kỳ |                          |
| 2017 | Mèo ba tư                                              | 波斯猫                              | Hát + Nhảy         | 29/12     | Lễ hội mùa đông của TF Gia tộc                                     | Mã Gia Kỳ, Ngao Tử Dật, Trần Tỉ Đạt |                          |
| 2017 | Đứa trẻ không hoàn mỹ                                  | 不完美小孩                          | Hát                | 29/12     | Lễ hội mùa đông của TF Gia tộc                                     | TF Gia tộc |                          |
| 2017 | Phố vũ thiếu niên                                      | 街舞少年                            | Hát + Nhảy         | 29/12     | Lễ hội mùa đông của TF Gia tộc                                     | TF Gia tộc |                          |
| 2018 | Hội những người thất tình                              | 失恋阵线联盟                        | Hát + Nhảy         | 31/01     | Thứ 6 thực tập sinh                                                | Ngao Tử Dật, Trần Tỉ Đạt, Lý Thiên Trạch                                                                                                  |                          |
| 2018 | Quyết chiến phòng nhỏ                                  | 决战斗室                            | Hát + Nhảy         | 31/01     | Thứ 6 thực tập sinh                                                | Mã Gia Kỳ, Ngao Tử Dật, Trần Tỉ Đạt, Lý Thiên Trạch                                                                                       |                          |
| 2018 | Empire of angels                                       | 继续                                | Nhảy               | 05/03     | Thứ 6 thực tập sinh                                                | Mã Gia Kỳ, Hạ Tuấn Lâm, Lưu Diệu Văn |                          |
| 2018 | Vinh diệu                                              | 荣耀                                | Hát                | 11/04     | Ghi chép huấn luyện #10                                            | Solo |                          |
| 2018 | Believer                                               |                                     | Nhảy               | 21/04     | Weibo phúc lợi 100 vạn fan                                         | Solo | Tự biên đạo              |
| 2018 | Superman + Đấu ngư có muốn không                       | Superman + 斗牛要不要               | Hát + Nhảy         | 29/04     | Thứ 6 thực tập sinh                                                | Tống Văn Gia, Hạ Tuấn Lâm, Lưu Diệu Văn                                                                                                   |                          |
| 2018 | Paper                                                  |                                     | Nhảy               | 28/06     | Ghi chép huấn luyện #11                                            | Lưu Diệu Văn |                          |
| 2018 | Khách điếm hồng trần                                   | 红尘客栈                            | Hát                | 29/06     | Ghi chép huấn luyện #12                                            | Solo |                          |
| 2018 | Ocean eyes                                             |                                     | Nhảy               | 02/12     | Ghi chép huấn luyện #13                                            | Solo | Tự biên đạo              |
| 2018 | Puppet                                                 |                                     | Nhảy               | 29/12     | Concert năm mới của TF Gia tộc                                     | Lưu Diệu Văn |                          |
| 2019 | Hood go crazy                                          |                                     | Nhảy               | 09/01     |                                                                    | Solo | Tự biên đạo              |
| 2019 | Khoái ý                                                | 快意                                | Nhảy               | 16/02     | Concert "TYT.V5.con"                                               | Mã Gia Kỳ |                          |
| 2019 | Mèo ngoan                                              | 乖猫                                | Hát + Nhảy         | 16/02     | Concert "TYT.V5.con"                                               | Tống Á Hiên |                          |
| 2019 | Khi                                                    | 当                                  | Hát                | 16/02     | Concert "TYT.V5.con"                                               | Đài Phong Thiếu Niên Đoàn |                          |
| 2019 | 2nd time around                                        |                                     | Nhảy               | 06/04     | Weibo                                                              | Solo | Tự biên đạo              |
| 2019 | Focus                                                  |                                     | Nhảy               | 19/04     | Ghi chép huấn luyện #14                                            | Solo | Tự biên đạo              |
| 2019 | Middle child                                           |                                     | Nhảy               | 11/05     | Weibo                                                              | Solo | Tự biên đạo              |
| 2019 | Sucker                                                 |                                     | Nhảy               | 18/05     | 1MILLION Dance Studio                                              | Mã Gia Kỳ, Lưu Diệu Văn |                          |
| 2019 | Sucker                                                 |                                     | Nhảy               | 18/05     | Ghi chép huấn luyện #15                                            | Solo |                          |
| 2019 | Shelter                                                | 그늘                                | Nhảy               | 27/05     | Weibo                                                              | Solo | Tự biên đạo              |
| 2019 | Bướm đuôi yến                                          | 燕尾蝶                              | Hát                | 07/06     | Ghi chép huấn luyện #16                                            | Solo |                          |
| 2019 | For him                                                |                                     | Hát                | 09/06     |                                                                    | Solo |                          |
| 2019 | Anh sợ                                                 | 我害怕                              | Hát                | 19/07     | Đài Phong Lột Xác Chiến                                            | Solo | Tập 1                    |
| 2019 | Work Remix                                             |                                     | Nhảy               | 19/07     | Đài Phong Lột Xác Chiến                                            | Solo | Tập 1                    |
| 2019 | 7 years                                                |                                     | Hát + Nhảy         | 02/08     | Đài Phong Lột Xác Chiến                                            | Solo | Tập 3                    |
| 2019 | Nói xa là xa                                           | 说散就散                            | Hát + Nhảy         | 16/08     | Đài Phong Lột Xác Chiến                                            | Trương Chân Nguyên, Tống Á Hiên, Lưu Diệu Văn                                                                                             | Tập 5                    |
| 2019 | Thiếu niên                                             | 少年                                | Hát                | 16/08     | Đài Phong Lột Xác Chiến                                            | Trương Chân Nguyên, Tống Á Hiên, Lưu Diệu Văn                                                                                             | Tập 5                    |
| 2019 | Look what you made me do                               |                                     | Nhảy               | 16/08     | Đài Phong Lột Xác Chiến                                            | Trương Chân Nguyên, Tống Á Hiên, Lưu Diệu Văn                                                                                             | Tập 5                    |
| 2019 | Thiếu niên sói                                         | 狼少年                              | Hát + Nhảy         | 30/08     | Đài Phong Lột Xác Chiến                                            | Thời Đại Thiếu Niên Đoàn | Đêm thành đoàn           |
| 2019 | Kỵ sĩ bóng đêm                                         | 黑暗骑士                            | Hát + Nhảy         | 30/08     | Đài Phong Lột Xác Chiến                                            | Mã Gia Kỳ | Đêm thành đoàn           |
| 2019 | Bury a friend                                          |                                     | Nhảy               | 30/08     | Đài Phong Lột Xác Chiến                                            | Lưu Diệu Văn | Đêm thành đoàn           |
| 2019 | Tỷ tỷ hãy yêu đi                                       | 姐姐戀愛吧                          | Hát + Nhảy         | 30/08     | Đài Phong Lột Xác Chiến                                            | Thời Đại Thiếu Niên Đoàn | Đêm thành đoàn           |
| 2019 | Ác ma đến từ thiên đường                               | 來自天堂的魔鬼                      | Hát + Nhảy         | 30/08     | Đài Phong Lột Xác Chiến                                            | Solo | Đêm thành đoàn           |
| 2019 | Nghệ thuật gia vĩ đại + Đẹp lạ                         | 大艺术家 + 怪美的                   | Hát + Nhảy         | 30/08     | Đài Phong Lột Xác Chiến                                            | Tống Á Hiên, Hạ Tuấn Lâm | Đêm thành đoàn           |
| 2019 | Chúng ta đã từng ở bên nhau                            | 我们曾在一起                        | Hát                | 30/08     | Đài Phong Lột Xác Chiến                                            | Thời Đại Thiếu Niên Đoàn | Đêm thành đoàn           |
| 2019 | Trời cao biển rộng                                     | 海阔天空                            | Hát                | 30/08     | Đài Phong Lột Xác Chiến                                            | Thời Đại Thiếu Niên Đoàn | Đêm thành đoàn           |
| 2019 | Mirotic                                                |                                     | Nhảy               | 23/10     |                                                                    | Thời Đại Thiếu Niên Đoàn |                          |
| 2019 | Côn trùng bay                                          | 虫儿飞                              | Guitar             | 27/10     | Weibo                                                              | Solo |                          |
| 2019 | Thành phố trên không                                   | 天空之城                            | Guitar             | 03/11     | Weibo                                                              | Solo |                          |
| 2019 | Hoắc Nguyên Giáp                                       | 霍元甲                              | Hát + Nhảy         | 10/11     | Ngày Hội Mua Sắm Tmall 11/11                                       | Thời Đại Thiếu Niên Đoàn |                          |
| 2019 | Gió thổi sóng lúa                                      | 风吹麦浪                            | Hát+Guitar         | 17/11     | Weibo                                                              | Solo |                          |
| 2019 | Tìm chính mình                                         | 找自己                              | Hát                | 07/12     | Debut Concert                                                      | Solo |                          |
| 2019 | Dance show                                             |                                     | Nhảy               | 07/12     | Debut Concert                                                      | Solo |                          |
| 2019 | An Hà Kiều                                             | 安河桥                              | Guitar             | 10/12     | Weibo                                                              | Solo |                          |
| 2020 | River                                                  |                                     | Nhảy               | 08/01     |                                                                    | Lưu Diệu Văn |                          |
| 2020 | Trải nghiệm mối tình đầu                               | 爱的初体验                          | Hát + Nhảy         | 11/01     | Concert "Trùng Phùng" của TF Gia tộc                               | Solo |                          |
| 2020 | Lần đần tiên tỏ tình                                   | 第一次告白                          | Hát + Nhảy         | 11/01     | Concert "Trùng Phùng" của TF Gia tộc                               | Ngao Tử Dật, Nghiêm Hạo Tường |                          |
| 2020 | Love shot                                              |                                     | Nhảy               | 11/01     | Concert "Trùng Phùng" của TF Gia tộc                               | Mã Gia Kỳ, Ngao Tử Dật, Lưu Diệu Văn, Chu Chí Hâm, Tô Tân Hạo                                                                             |                          |
| 2020 | Nếu Như Chúng Ta Chưa Từng Gặp Gỡ                      | 如果我們不曾相遇                    | Hát                | 11/01     | Concert "Trùng Phùng" của TF Gia tộc                               | TF Gia tộc |                          |
| 2020 | Phố Vũ Thiếu Niên                                      | 街舞少年                            | Hát                | 11/01     | Concert "Trùng Phùng" của TF Gia tộc                               | TF Gia tộc |                          |
| 2020 | Bỗng trong phút chốc                                   | 忽然之间                            | Hát + Guitar       | 08/02     | Weibo                                                              | Solo |                          |
| 2020 | Set me free                                            |                                     | Nhảy               | 20/02     | Weibo                                                              | Solo | Tự biên đạo              |
| 2020 | Những năm tháng ấy                                     | 那些年                              | Hát                | 24/02     | Livestream sinh nhật 18 tuổi                                       | Tống Á Hiên, Hạ Tuấn Lâm, Lưu Diệu Văn |                          |
| 2020 | Bong bóng tỏ tình                                      | 告白气球                            | Hát                | 24/02     | Livestream sinh nhật 18 tuổi                                       | Lưu Diệu Văn |                          |
| 2020 | Proceeds                                               |                                     | Nhảy               | 24/02     | Livestream sinh nhật 18 tuổi                                       | Lưu Diệu Văn |                          |
| 2020 | Psycho                                                 |                                     | Nhảy               | 26/02     | Livestream sinh nhật 18 tuổi + Dance practice                      | Tống Á Hiên, Hạ Tuấn Lâm, Lưu Diệu Văn |                          |
| 2020 | Jopping                                                |                                     | Nhảy               | 09/03     | Livestream sinh nhật 18 tuổi + Dance practice                      | Tống Á Hiên, Hạ Tuấn Lâm, Lưu Diệu Văn |                          |
| 2020 | Ngôi sao nhỏ                                           | 小星星                              | Hát                | 27/02     | Weibo                                                              | Solo |                          |
| 2020 | Cô gái ấy nói với tôi                                  | 那女孩对我说                        | Guitar             | 06/03     | Weibo                                                              | Solo |                          |
| 2020 | Nổi gió rồi                                            | 起风了                              | Nhảy               | 09/04     | Weibo                                                              | Solo | Tự biên đạo              |
| 2020 | New heroes                                             |                                     | Nhảy               | 10/04     | Weibo                                                              | Solo |                          |
| 2020 | Intro+ Kick It                                         | Intro + 英雄                        | Nhảy               | 01/05     | 7 ngày vân vũ đài khiêu chiến                                      | Thời Đại Thiếu Niên Đoàn |                          |
| 2020 | The Eve                                                | 破風                                | Hát + Nhảy         | 01/05     | 7 ngày vân vũ đài khiêu chiến                                      | Thời Đại Thiếu Niên Đoàn |                          |
| 2020 | Tôi đã tìm thấy bạn                                    | 我發現你                            | Hát                | 10/05     | Ghi chép huấn luyện #17 (Weibo)                                    | Solo |                          |
| 2020 | Bạn là tia sáng nhỏ bé                                 | 君は微光 (你是微光)                 | Nhảy               | 01/05     | Weibo                                                              | Solo | Tự biên đạo              |
| 2020 | Bạn là tia sáng nhỏ bé                                 | 君は微光 (你是微光)                 | Nhảy               | 20/05     | Ghi chép huấn luyện #18 (Weibo)                                    | Solo | Tự biên đạo              |
| 2020 | Reckless                                               |                                     | Nhảy               | 22/05     | Weibo (Lưu Diệu Văn)                                               | Lưu Diệu Văn |                          |
| 2020 | Nonstop                                                |                                     | Nhảy               | 31/05     | Weibo                                                              | Solo |                          |
| 2020 | Same bitches                                           |                                     | Nhảy               | 19/06     | Weibo                                                              | Solo |                          |
| 2020 | Mãn thành hoa khai                                     | 满城花开                            | Hát                | 10/07     | YY Livestream                                                      | Solo |                          |
| 2020 | Bảo bối của tớ                                         | 我的寶貝                            | Hát                | 10/07     | YY Livestream                                                      | Solo |                          |
| 2020 | Bbibbi                                                 | 삐삐                                | Nhảy               | 10/07     | YY Livestream                                                      | Solo |                          |
| 2020 | Boy with luv                                           | 작은 것들을 위한 시                 | Nhảy               | 10/07     | YY Livestream                                                      | Solo |                          |
| 2020 | Koisuru Fortune Cookie                                 | 恋するフォーチュンクッキー          | Nhảy               | 10/07     | YY Livestream                                                      | Solo |                          |
| 2020 | Same bitches                                           |                                     | Nhảy               | 10/07     | YY Livestream                                                      | Solo |                          |
| 2020 | Chị gái vô giá                                         | 无价之姐                            | Nhảy               | 10/07     | YY Livestream                                                      | Solo |                          |
| 2020 | Wind flower                                            |                                     | Nhảy               | 10/07     | YY Livestream                                                      | Solo | Tự biên đạo              |
| 2020 | Tương tư là một căn bệnh                               | 思念是一种病                        | Hát                | 10/07     |                                                                    | |                          |
| 2020 | Rewrite the stars                                      |                                     | Nhảy               | 31/07     | Weibo                                                              | Mã Gia Kỳ, Lưu Diệu Văn |                          |
| 2020 | Sủng ái                                                | 宠爱                                | Hát + Nhảy         | 17/08     | Đông Phương 818 Super Show                                         | Thời Đại Thiếu Niên Đoàn |                          |
| 2020 | Không thiếu không nợ                                   | 不亏不欠                            | Nhảy               | 18/08     | Weibo                                                              | Solo | Tự biên đạo              |
| 2020 | Bài ca khả năng kỳ diệu                                | 奇妙能力歌                          | Hát + Piano        | 02/10     | Diễn viên mời vào chỗ (Mùa 2)                                      | Solo |                          |
| 2020 | Gánh nặng ngàn cân trưởng thành                        | 负重一万斤长大                      | Hát + Nhảy         | 03/10     | Thiếu niên ON FIRE                                                 | Tống Á Hiên, Kim Ngữ San | Tập 2 (Tự biên đạo)      |
| 2020 | Câu chuyện tình yêu đẫm máu                            | 血腥爱情故事                        | Hát + Nhảy         | 17/10     | Thiếu niên ON FIRE                                                 | Mã Gia Kỳ | Tập 4                    |
| 2020 | Cô gái                                                 | 女孩                                | Hát + Nhảy         | 24/10     | Thiếu niên ON FIRE                                                 | Hạ Tuấn Lâm, Nghiêm Hạo Tường, Lưu Diệu Văn                                                                                               | Tập 5                    |
| 2020 | Thân là quái vật                                       | 作为怪物                            | Hát + Nhảy         | 24/10     | Thiếu niên ON FIRE                                                 | Hạ Tuấn Lâm, Nghiêm Hạo Tường, Lưu Diệu Văn                                                                                               | Tập 5                    |
| 2020 | Vẻ đẹp thiếu niên                                      | 少年美                              | Hát + Nhảy         | 07/11     | Thiếu niên ON FIRE                                                 | Thời Đại Thiếu Niên Đoàn | Tập 7                    |
| 2020 | Họa tâm                                                | 画心                                | Nhảy               | 28/11     | Concert kỉ niệm 1 năm debut "Trưởng thành đúng hạn"                | Solo |                          |
| 2020 | Energetic                                              |                                     | Nhảy               | 28/11     | Concert kỉ niệm 1 năm debut "Trưởng thành đúng hạn"                | Thời Đại Thiếu Niên Đoàn |                          |
| 2020 | Yes or Yes                                             |                                     | Nhảy               | 28/11     | Concert kỉ niệm 1 năm debut "Trưởng thành đúng hạn"                | Thời Đại Thiếu Niên Đoàn |                          |
| 2020 | Pretty boy                                             |                                     | Nhảy               | 28/11     | Concert kỉ niệm 1 năm debut "Trưởng thành đúng hạn"                | Lưu Diệu Văn |                          |
| 2020 | Tình thất                                              | 情失                                | Hát                | 05/12     | Diễn viên mời vào chỗ (Mùa 2)                                      | Hà Sưởng Hi, Vương Sở Nhiên | Chung kết + ost "Họa bì" |
| 2020 | Vì cậu làm thơ                                         | 为你写诗                            | Hát                | 08/12     | Kết hợp với OLAY                                                   | Thời Đại Thiếu Niên Đoàn |                          |
| 2020 | Forever young                                          |                                     | Hát                | 15/12     | Tôi là diễn viên (Mùa 3)                                           | Thời Đại Thiếu Niên Đoàn | Chung kết                |
| 2021 | Shouldn't couldn't wouldn't                            |                                     | Nhảy               | 21/01     | Weibo                                                              | Solo | Tự biên đạo              |
| 2021 | Khởi điểm của thanh xuân                               | 青春的起点                          | Hát + Nhảy         | 22/01     | Đêm hội mùa Xuân CCTV                                              | Thời Đại Thiếu Niên Đoàn |                          |
| 2021 | Mashup Douyin 2020                                     |                                     | Hát + Nhảy         | 04/02     | Đêm hội Xuân Vãn Đài Hồ Nam                                        | Thời Đại Thiếu Niên Đoàn |                          |
| 2021 | Hỏa lực toàn khai                                      | 火力全开                            | Hát + Nhảy         | 05/02     | Tiếp chiêu đi! Tiền bối                                            | Trương Chân Nguyên | Tập 1                    |
| 2021 | Thanh xuân chạy băng băng                              | 奔跑的青春                          | Hát + Nhảy         | 11/02     | Xuân Vãn CCTV                                                      | Địch Lệ Nhiệt Ba, Lý Hiện, Trần Lập Nông, Lưu Hạo Tồn, THE9 (Lưu Vũ Hân, An Kỳ, Khổng Tuyết Nhi, Lục Kha Nhiên), Thời Đại Thiếu Niên Đoàn |                          |
| 2021 | Tiểu cô nương dưới ánh đèn đường                       | 路灯下的小姑娘                      | Hát                | 21/03     | Vương bài đối vương bài (Mùa 6)                                    | Thời Đại Thiếu Niên Đoàn | Tập 8                    |
| 2021 | Siêu thích em                                          | 超喜欢你                            | Hát                | 19/02     | Tiếp chiêu đi! Tiền bối                                            | Uông Đông Thành, Trương Chân Nguyên, Nghiêm Hạo Tường                                                                                     | Tập 3                    |
| 2021 | River                                                  |                                     | Nhảy               | 19/02     | Tiếp chiêu đi! Tiền bối                                            | Lưu Diệu Văn | Tập 3                    |
| 2021 | Thủy thủ                                               | 水手                                | Hát + Nhảy         | 13/03     | Happy camp                                                         | Chung Hán Lương, Đỗ Hải Đào, Hạ Tuấn Lâm, Nghiêm Hạo Tường, Lưu Diệu Văn                                                                  |                          |
| 2021 | Sổ tay rèn luyện thanh xuân                            | 青春修炼手册                        | Nhảy               | 26/03     | Tiếp chiêu đi! Tiền bối                                            | Bạch Khải Nam | Tập 8                    |
| 2021 | We're all in this together                             |                                     | Nhảy               | 23/04     | Tiếp chiêu đi! Tiền bối                                            | Vương Tổ Lam, Thời Đại Thiếu Niên Đoàn | Tập 12                   |
| 2021 | Ring ring ring                                         |                                     | Nhảy               | 24/07     | Happy camp                                                         | |                          |
| 2021 | OREA                                                   |                                     | Nhảy               | 06/08     | Phái thiếu niên mùa hè                                             | Chung Hán Lương, Lưu Diệu Văn | Tập 3                    |
| 2021 | Hạ cánh hoàn hảo                                       | 完美降活                            | Nhảy               | 07/08     | Happy camp                                                         | Địch Lệ Nhiệt Ba |                          |
| 2021 | Hello How Are You                                      |                                     | Hát + Nhảy         | 20/08     | Phái thiếu niên mùa hè                                             | Chung Hán Lương | Tập 5                    |
| 2021 | Tôi ăn gà rán ở quảng trường nhân dân                  | 我在人民廣場吃炸雞                  | Hát + Nhảy         | 27/08     | Phái thiếu niên mùa hè                                             | Solo | Tập 6                    |
| 2021 |                                                        | 美食串烧秀                          | Hát                | 27/08     | Phái thiếu niên mùa hè                                             | Trương Chân Nguyên, Hạ Tuấn Lâm, Nghiêm Hạo Tường                                                                                         | Tập 6                    |
| 2021 | Lực Hấp Dẫn Trái Tim                                   | 心引力                              | Hát                | 29/08     | Happy Camp                                                         | Tống Dật |                          |
| 2021 | Thiếu niên                                             | 少年                                | Hát                | 10/09     | Phái thiếu niên mùa hè                                             | Các thành viên cố định của chương trình                                                                                                   | Tập 8                    |
| 2021 | Mùa mưa năm mười bảy tuổi                              | 十七岁的雨季                        | Hát                | 10/09     | Phái thiếu niên mùa hè                                             | Trương Chân Nguyên | Tập 8                    |
| 2021 | Yêu                                                    | 爱                                  | Hát+Nhảy           | 24/09     | Phái thiếu niên mùa hè                                             | Mã Gia Kỳ | Tập 10                   |
| 2021 | Đóa hồng ngượng ngùng âm thầm nở hoa                   | 羞答答的玫瑰                        | Hát+Nhảy           | 24/09     | Phái thiếu niên mùa hè                                             | Chung Hán Lương, Tiêu Kính Đằng, Trương Chân Nguyên                                                                                       | Tập 10                   |
| 2021 | Tóc Như Tuyết                                          | 发如雪                              | Hát                | 22/11     | Livestream Kỷ niệm 2 năm debut                                     | Solo |                          |
| 2021 | Bướm đuôi yến                                          | 燕尾蝶                              | Nhảy (Beat tự hát) | 14/12     | Hoả Lực Toàn Khai                                                  | Hạ Tuấn Lâm, Nghiêm Hạo Tường, Lưu Diệu Văn                                                                                               | Công diễn lần ba         |
| 2021 | Lỗi lầm trong vườn hoa                                 | 花田错                              | Hát+Nhảy           | 14/12     | Hoả Lực Toàn Khai                                                  | Thời Đại Thiếu Niên Đoàn | Công diễn lần ba         |
| 2021 | Tôi ăn gà rán ở quảng trường nhân dân + Lady Marmalade | 我在人民廣場吃炸雞 + Lady Marmalade | Hát+Nhảy           | 14/12     | Hoả Lực Toàn Khai                                                  | Solo | Công diễn lần ba         |
| 2021 | Động vật tổn thương sau khi yêu + Sucker               | 相爱后动物感伤 + Sucker             | Hát+Nhảy           | 14/12     | Hoả Lực Toàn Khai                                                  | Mã Gia Kỳ, Lưu Diệu Văn | Công diễn lần ba         |
| 2021 | Dancing with a stranger                                |                                     | Nhảy               | 14/12     | Hoả Lực Toàn Khai                                                  | Thời Đại Thiếu Niên Đoàn | Công diễn lần ba         |
| 2021 | Mashup Chúng ta đều có một ngôi nhà                    |                                     | Hát                | 31/12     | Đêm hội năm mới Đài Đông Phương                                    | Thời Đại Thiếu Niên Đoàn (trừ Mã Gia Kỳ)                                                                                                  |                          |

## Phim

### Phim truyền hình
| Năm  | Tên phim                         | Tên tiếng Anh        | Tên tiếng Trung | Ghi chú                     | Vai diễn  |
| ---- | -------------------------------- | -------------------- | --------------- | --------------------------- | --------- |
| 2016 | Mật mã siêu thiếu niên           | Finding Soul         | 超少年密码      | 249                         | Vai phụ   |
| 2016 | Thiếu nữ toàn phong 2            | The Whirlwind girl 2 | 旋风少女 2      | Tiểu Trường An              | Vai phụ   |
| 2016 | 21 ngày với miêu tình nhân       |                      | 和喵星人的21天  | Đinh Diệu Diệu              | Vai chính |
| 2017 | Thời đại niên thiếu của chúng ta | Boy Hood             | 我们的少年时代  | Phùng Trình Trình           | Vai phụ   |
| 2017 | Cuộc Sống Thứ Hai                | Second life          | 第二人生        | Trình Dĩ Hâm Trình Dĩ Thanh | Vai chính |
| 2018 | Niệm Niệm                        | Obsessed with heart  | 念念            | Lâm Thuyết                  | Vai chính |
| 2018 | Điềm mật bạo kích                | Sweet combat         | 甜蜜暴击        | Phương Trụ                  | Vai phụ   |

### Phim điện ảnh
| Năm  | Tên phim                         | Tên tiếng Anh          | Tên tiếng Trung | Ghi chú         | Vai diễn |
| ---- | -------------------------------- | ---------------------- | --------------- | --------------- | -------- |
| 2022 | Tận cùng của biển là thảo nguyên | In Search of Lost Time | 海的尽头是草原  | Mã Chính Nguyên | Vai phụ  |

### Phim tài liệu
| Năm         | Tên phim                                       | Tham gia                 | Ghi chú |
| ----------- | ---------------------------------------------- | ------------------------ | ------- |
| 2019 - 2020 | Thiếu Niên Dưới Ánh Hào Quang 《光环下的少年》 | Thời Đại Thiếu Niên Đoàn |         |
| 2021        | Thiếu Niên Giữa Ánh Hào Quang 《光环中的少年》 | Thời Đại Thiếu Niên Đoàn |         |

## Show truyền hình
| Năm         | Chương trình | Kênh phát sóng           | Ngày  | Ghi chú |
| ----------- | --- | ------------------------ | ----- | --- |
| 2014 - 2015 | TF TEENS GO (Mùa 2 +3) 《TF少年GO》                                                                                  |                          |       | Thành viên cố định |
| 2015        | Crazy Magic (Mùa 3) 《疯狂的麦咭第三季》                                                                             | Hồ Nam TV                | 14/11 | Tham gia với TFBoys (mùa 3) |
| 2015 - 2017 | Thứ 6 Thực Tập Sinh 《星期五练习生》                                                                                 | Tencent                  |       | Thành viên cố định |
| 2017        | Thiên Thiên Hướng Thượng 《天天向上》                                                                                | Hồ Nam TV                | 14/04 | Tham gia với TF Gia tộc |
| 2017        | Happy camp 《快乐大本营》                                                                                            | Hồ Nam TV                | 11/11 | Tham gia với TF Gia Tộc |
| 2019        | Đài Phong Thiếu Niên Go 《台风少年行》                                                                               | Hồ Nam TV                | 03/02 | Thành viên cố định |
| 2019        | Đài Phong Lột Xác Chiến 《台风少年蜕变之战》                                                                         |                          | 19/07 | Show cải tổ nhóm thành TNT (Thời Đại Thiếu Niên Đoàn) |
| 2019        | Trại Hè Đài Phong 《台风夏令营》                                                                                     |                          | 23/07 | Thành viên cố định |
| 2019        | BOOM! TV |                          | 16/10 | Thành viên cố định |
| 2020        | Thiếu Niên Mộng Du Ký 《少年梦游记》                                                                                 |                          | 09/01 | Thành viên cố định |
| 2020        | Nhà Mới Của Chúng Ta 《我们的新家》                                                                                  | Trùng Khánh TV           | 09/09 | Thành viên cố định |
| 2020        | Thiếu Niên On Fire 《少年On Fire》                                                                                   | Tencent                  | 26/09 | Thành viên cố định |
| 2020        | Diễn Viên Mời Vào Chỗ (Mùa 2) 《演员请就位第二季》                                                                   | Tencent                  | 02/10 | Đóng vai các nhân vật và diễn lại đoạn cut ngắn của các phim và dưới đây là các nhân vật mà Đinh Trình Hâm đã diễn: (Hạ Tử Thu, Bank, Tiểu Duy, Dư Tử Thần, Phá Hiểu) |
| 2020        | Khóa Thứ Nguyên Tân Tinh (Dimension Nova) 《跨次元新星》                                                             | iQIYI                    | 21/11 | Khách mời (tập 5, tập 6, tập 7) |
| 2021        | Happy camp 《快乐大本营》                                                                                            | Hồ Nam TV                | 02/01 | Khách mời |
| 2021        | Happy camp 《快乐大本营》                                                                                            | Hồ Nam TV                | 13/03 | Khách mời |
| 2021        | Happy camp 《快乐大本营》                                                                                            | Hồ Nam TV                | 24/04 | Khách mời giới hạn theo mùa (12 kỳ) |
| 2021        | Happy camp 《快乐大本营》                                                                                            | Hồ Nam TV                | 08/05 | Khách mời |
| 2021        | Happy camp 《快乐大本营》                                                                                            | Hồ Nam TV                | 03/07 | Khách mời |
| 2021        | Happy camp 《快乐大本营》                                                                                            | Hồ Nam TV                | 10/07 | Khách mời |
| 2021        | Happy camp 《快乐大本营》                                                                                            | Hồ Nam TV                | 24/07 | Khách mời |
| 2021        | Happy camp 《快乐大本营》                                                                                            | Hồ Nam TV                | 11/09 | Thành viên cố định |
| 2021        | Tiếp Chiêu Đi, Tiền Bối! 《接招吧！前辈》                                                                            | Đông Phương TV           | 05/02 | Thành viên cố định |
| 2021        | Vương Bài Đối Vương Bài (Mùa 6) 《王牌对王牌第六季》                                                                 | Chiết Giang TV           | 12/02 | Khách mời (tập 3, tập 4, tập 8) |
| 2021        | Vương Bài Đối Vương Bài (Mùa 6) 《王牌对王牌第六季》                                                                 | Chiết Giang TV           | 19/02 | Khách mời (tập 3, tập 4, tập 8) |
| 2021        | Vương Bài Đối Vương Bài (Mùa 6) 《王牌对王牌第六季》                                                                 | Chiết Giang TV           | 19/03 | Khách mời (tập 3, tập 4, tập 8) |
| 2021        | Hoa Viên Bí Mật Của Đại Bản Doanh: Mùa Tiểu Đinh Đi Làm (show phụ của Happy Camp) 《大本营的秘密花园: 之小丁上班季》 | Hồ Nam TV                | 22/04 | Khách mời (12 tập) |
| 2021        | Phái thiếu niên mùa hè 《夏日少年派》                                                                                | Hồ Nam TV                | 23/07 | Thành viên cố định |
| 2022        | Hoa tỷ đệ (Mùa 4) | Mango TV                 | 17/06 | Thành viên cố định |
| 2022        | Trung Quốc trong thư họa (Mùa 2)                                                                                     | Đài truyền hình Bắc Kinh | 14/05 | Khách mời |
| 2023        | Xin chào thứ 7 《你好星期六》                                                                                        | Mango TV                 | 18/03 | Thành viên cố định |
| 2023        | Đây là bước nhảy đường phố (Mùa 6) 《Street Dance of China 6》                                                       | Youku                    | 04/11 | Thành viên cố định (Đội trưởng Hằng Tinh Chế Tạo) |

## Thời trang & Quảng cáo

### Tạp chí
| Năm  | Tháng | Tạp chí                   | Ghi chú                                  |
| ---- | ----- | ------------------------- | ---------------------------------------- |
| 2017 | 10    | Yilin · Little Lady       | Trang nội bộ (nhóm thực tập sinh)        |
| 2017 | 11    | Tiểu tư sản nhỏ nhắn CHIC |                                          |
| 2020 | 12    | Bác Khách Thiên Hạ        | 1 trong 9 nhân vật giải trí của năm 2020 |

### Quảng cáo, đại ngôn và đại sứ thương hiệu
| Năm  | Thể loại | Nhãn hiệu                                                    |                                                              | Ghi chú |
| ---- | -------- | ------------------------------------------------------------ | ------------------------------------------------------------ | ------- |
| 2016 | Cá nhân  | Backgammon imoo học điện thoại di động                       | Người phát ngôn                                              |         |
| 2019 | Nhóm     | Quần áo Hàn Đô                                               | Đại sứ thương hiệu                                           | đến nay |
| 2019 | Nhóm     | Donnie                                                       | Đại sứ thương hiệu                                           |         |
| 2019 | Nhóm     | Dicos                                                        | Người phát ngôn thương hiệu                                  | đến nay |
| 2020 | Nhóm     | OLAY                                                         | Người bạn thương hiệu                                        |         |
| 2020 | Nhóm     | Thủy triều                                                   | Đại sứ thương hiệu của Đại Trung Quốc                        |         |
| 2020 | Nhóm     | Synbiotics                                                   | Đại sứ Sức sống Dinh dưỡng                                   |         |
| 2020 | Nhóm     | La Roche-Posay                                               | Đại sứ dòng mặt nạ B5                                        |         |
| 2021 | Nhóm     | Hoa Tây Tử (Florasis)                                        | Đại sứ thương hiệu                                           |         |
| 2021 | Nhóm     | Dr.Ci:Labo                                                   | Người phát ngôn thương hiệu khu vực Châu Á - Thái Bình Dương |         |
| 2021 | Nhóm     | Sữa chua Soda Yousuanru                                      | Đại sứ thương hiệu                                           |         |
| 2021 | Nhóm     | Chương trình Thiên nhiên Tháng Khoa học Trung Quốc lần thứ 3 | Đại sứ                                                       |         |
| 2021 | Nhóm     | Skechers                                                     | Đại ngôn                                                     |         |
| 2021 | Nhóm     | Mắt kính HORIEN                                              | Đại diện thương hiệu                                         |         |

## Giải thưởng
| Năm  | Giải thưởng                                          | Hạng mục                                | Thời gian | Kết quả   | Ghi chú |
| ---- | ---------------------------------------------------- | --------------------------------------- | --------- | --------- | ------- |
| 2020 | Tinh Quang Đại Thưởng 2020                           | Doki Thực lực mới của năm               | 20/12     | Đoạt giải |         |
| 2020 | Diễn viên mời vào chỗ 2                              | Diễn viên được quan tâm nhất trên Weibo | 05/12     | Đoạt giải |         |
| 2020 | Diễn viên mời vào chỗ 2                              | Diễn viên được khán giả yêu thích nhất  | 05/12     | Đoạt giải |         |
| 2021 | Giải thưởng Weibo Tống Nghệ 2020                     | Ngôi sao mới phổ biến                   | 20/01     | Đoạt giải |         |
| 2021 | Liên Hoan Tổng Kết Điện Ảnh và Truyền Hình Sina 2020 | Nhân vật show thực tế nổi tiếng của năm | 20/01     | Đoạt giải |         |
| 2021 | Liên Hoan Tổng Kết Điện Ảnh và Truyền Hình Sina 2020 | Diễn viên tiềm năng của năm             | 20/01     | Đoạt giải |         |